# Île de Noirmoutier
L’île de Noirmoutier est une île française du golfe de Gascogne située dans le département de la Vendée. Elle est reliée  au continent par une chaussée submersible appelée le passage du Gois et, depuis 1971, par un pont. Elle est constituée de quatre communes — Noirmoutier-en-l'Île, Barbâtre, L'Épine et La Guérinière — regroupées en la communauté de communes de l'Île-de-Noirmoutier. La longueur de l'île est d'approximativement 18 km, sa largeur varie de 500 mètres à 12 km et sa superficie est de 49 km2.
L'île est souvent surnommée l'« île aux mimosas » pour sa douceur climatique permettant aux mimosas de pousser et d'y fleurir en hiver. Ses paysages dominants sont les marais salants, les dunes et les forêts de chênes verts.

## Toponymie
Noirmoutier s'écrivait autrefois Noirmoutiers.
Le nom poitevin de l'île est Nérmoutàe (écrit Nermoster dans des textes du XIIIe siècle). Ces noms viennent du latin in + Herio Monasterio c'est-à-dire : « au monastère d'Herus », Herus étant le nom latin de la partie septentrionale de l'île (aujourd'hui l'« île d'Her »).
Une charte du cartulaire de Coudrie, datée de 1150, traduit ce toponyme en latin nigrum monasterium (monastère noir). Cependant, l'étymologie qui associerait la couleur « noire » au terme de « moutier » (désignant un monastère) est strictement d'origine populaire, probablement issue de la transformation phonétique d’Herio Monasterio en Hoir Moustier (« le monastère d'Hoir », c'est-à-dire d’Herus), qui a évolué, par la prothèse euphonique de la lettre n, en Ner-Monster, puis Noir Moustier et Noirmoutier.

## Géographie

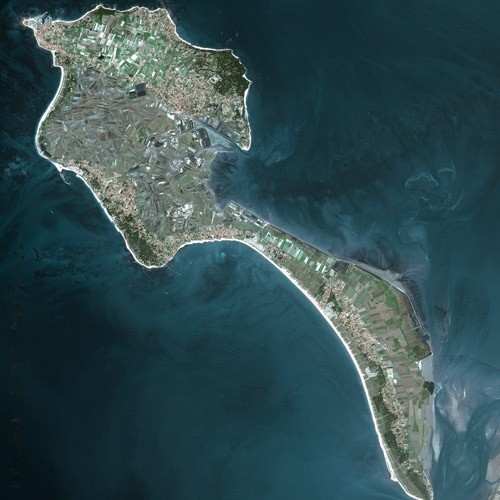
Noirmoutier vue par le satellite Spot.

### Localisation
Noirmoutier est une île de la côte atlantique française située au nord-ouest de la Vendée. Elle se trouve au sud de l'estuaire de la Loire, au nord-est de l'île d'Yeu et au sud-est de Belle-Île-en-Mer. Séparée du continent par le détroit de Fromentine, situé à son extrémité Sud, elle ferme la baie de Bourgneuf (ou « baie de Bretagne »), dans sa partie Ouest et Sud.

### Relief
Le relief de Noirmoutier est dans l'ensemble peu élevé comme l'Île de Ré ou encore celle d'Oléron. Le point culminant de l'île se situe au centre-ouest (le Pé de l'Herse), dans le bois des Eloux avec une altitude de 23 mètres, alors que les plus basses altitudes se situent dans la zone centrale de l'île avoisinant parfois le niveau de la mer dans les marais salants.
Par ailleurs, le relief est également élevé au niveau de la pointe de la Loire (partie sud du Bloc central de l'Ile) et aussi à l'entrée de l'île dans la forêt de la Fosse et de Barbâtre.
Sur la partie occidentale de l'île, l'altitude atteint en moyenne quatre à six mètres. En partant de la pointe méridionale de l'île, on retrouve de grandes plages de sable fin avec un massif dunaire s'étirant de la pointe de la Fosse jusqu'à la Guérinière. Plus à l'intérieur, ce sont les grandes forêts de pins et les abords dunaires qui dominent.
Au nord de cette partie, le changement de paysage est plus sévère avec les dunes laissant place aux marais salants.
Sur la partie septentrionale de l'île se trouvent des plages plus ou moins rocheuses notamment à partir de la pointe de Luzéronde en passant par l'Herbaudière jusqu'au Vieil.
C'est sur la partie orientale de l'île que le changement de relief est le plus important. Ainsi à partir du Grand Vieil jusqu'à la Clère, les plages laissent place aux exploitations agricoles tandis que sur la pointe du Bois de la Chaize, les forêts de chênes verts laissent place à des pentes rocheuses avec un dénivelé de « seulement » quinze mètres.
À partir de cette pointe de l'île jusqu'à Jacobsen, le relief est plus doux et beaucoup moins escarpé avec une plage de sable fin (la plage des Sableaux).
Enfin, de la rive gauche du port de Noirmoutier jusqu'à la cale de la Fosse, ce sont des polders qui laissent place à des cultures ostréicoles.

### Géologie et géomorphologie de l'île

La ceinture de leucogranites de la virgation ibéro-armoricaine.

Noirmoutier fait partie de la ceinture de leucogranites de l'Ouest de la France.

L'île de Noirmoutier est située dans le domaine sud armoricain (plus précisément le domaine ouest-vendéen) marqué par la phase orogénique bretonne de l'orogenèse varisque, au début du Carbonifère inférieur, ou Tournaisien, il y a environ 360 Ma. La collision continentale au cours de l'orogenèse varisque proprement dite se traduit dans le Massif armoricain par un métamorphisme général de basse-moyenne pression, formant les gneiss et micaschistes, par des phases de cisaillement et par une anatexie générant migmatites et granites. Elle se traduit enfin, par la mise en place de nombreux leucogranites (à deux micas muscovite et biotite) intrusifs à travers les schistes cristallins, concomitamment aux cisaillements et à ce métamorphisme. Noirmoutier fait ainsi partie d'une grande ceinture de leucogranites au sud du Massif armoricain. Cette ceinture correspond à un immense batholite mis en place dans des roches métamorphiques, seuls quelques plutons atteignant le Paléozoïque épimétamorphique. Ce batholite est subdivisé en plusieurs bandes (« rubans ») qui montrent une nette divergence vers l'Est : un axe majeur (Pointe du Raz - Nantes - Parthenay - Millevaches) à convexité nord-est (orienté N 110-130 °E) associé au cisaillement sud-armoricain (décrochement dextre selon une orientation cadomienne dont le rejet horizontal atteindrait 500 km) ; au Nord de cet axe, la bande Locronan-Lizio correspondant à plusieurs rubans orientés N 60 à 100°E (chapelet d'apophyses Bignan, Guéhenno, Savenay, etc.) ; au Sud de cet axe, une échine discontinue de moles syntectoniques (massifs de Trégunc, Pont-l'Abbé, Port-Louis-Ploemeur, Glénan-Quiberon-Houat-Hoedic-Guérande-Le Croisic, Saint-Brévin, Noirmoutier-La Roche-sur-Yon allongés en direction sud-armoricaine dont le parallélisme avec le cisaillement sud-armoricain incite à penser à l'influence indirecte d'une contrainte linéamentaire), celui de Noirmoutier étant mis en place à la faveur d'une zone cisaillante extensive développée en Bretagne Sud, accompagnée de métamorphisme régional. Ces granites intrusifs, datés de 320 Ma, sont produits par fusion de métasédiments avec des taux de fusion faibles, probablement en relation avec des processus de relaxation thermique. Une mer à l'éocène dépose des calcaires et des grès calcareux qui se retrouvent actuellement au niveau des platiers. Le colmatage flandrien de l'île masque maintenant une grande partie de ces formations éocènes. Les alluvions (argile, tourbe et surtout terre de bri, connue sous le nom d'« argiles à scrobiculaires ») comblent progressivement la baie de Bourgneuf. Les aménagements réalisés depuis le début du Moyen Âge modifient profondément les paysages de la baie et accélèrent son colmatage naturel.
Les 48 km2 de l'île de Noirmoutier, qui s'étendent sur près de 20 km de long, sont constitués de trois domaines distincts :
- un îlot rocheux au Nord de l'Herbaudière (les gneiss feuilletés à deux micas et oligoclase dans son anse sont troués par des masses de granite à deux micas massif et par de gros chicots de pegmatite à muscovite et porphyroblastes de microcline) à Noirmoutier-en-l'Île (formée de granite à grain fin, à deux micas avec la biotite dominante), la partie la plus large (plus de 6 km) anciennement appelé « île d'Her », sur lequel est située la commune de Noirmoutier-en-l'Île[13] ;
- des marais salants intérieurs (de la Menisière à la Fosse), longés au Sud-Ouest par le cordon dunaire s'étendant sur 15 km sur la côte occidentale face à l'océan, à l'est duquel ont été aménagés des polders donnant sur la baie[13] ;
- de vastes platiers subhorizontaux et des écueils (chaussée des Bœufs, les Peignes, les roches de la Fosse, Préoire et Vendette) de calcaire arénacé éocène (calcaire jaune clair, dolomitique, à grain fin qui passe localement à un grès à ciment calcaire), largement exondés à mer basse[14],[15].

L'unité de l'architecture domestique de Noirmoutier tient aux matériaux de construction liés à la géologie de l'île : pisé jusqu'au XVIIe siècle, moellons et pierre de taille (schistes, granite, gneiss au nord, calcaire au sud, liés avec un mortier de terre) extraits de carrières locales (parfois des « pierre de mer », : granites ou schistes des côtes nord et ouest à Noirmoutier, calcaire affleurant sur le littoral ouest et à est) jusque dans les années 1930.

### L'occupation humaine: une ville, cinq bourgs

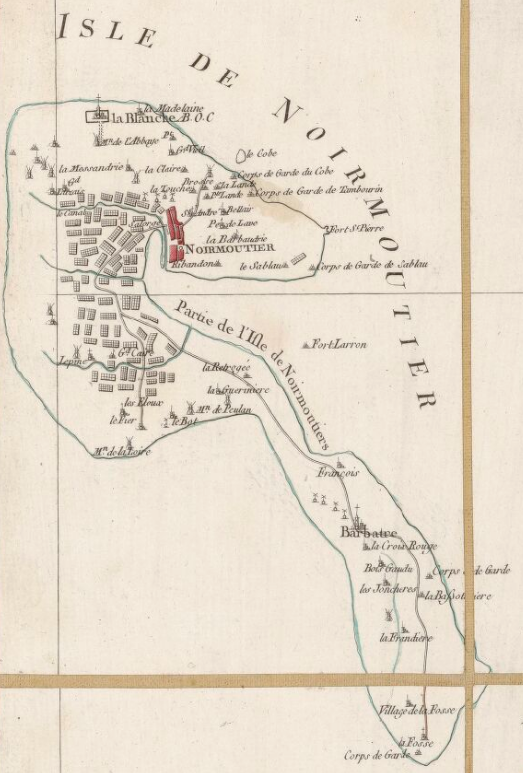
L'île de Noirmoutier sur la carte de Cassini (XVIIIe siècle).

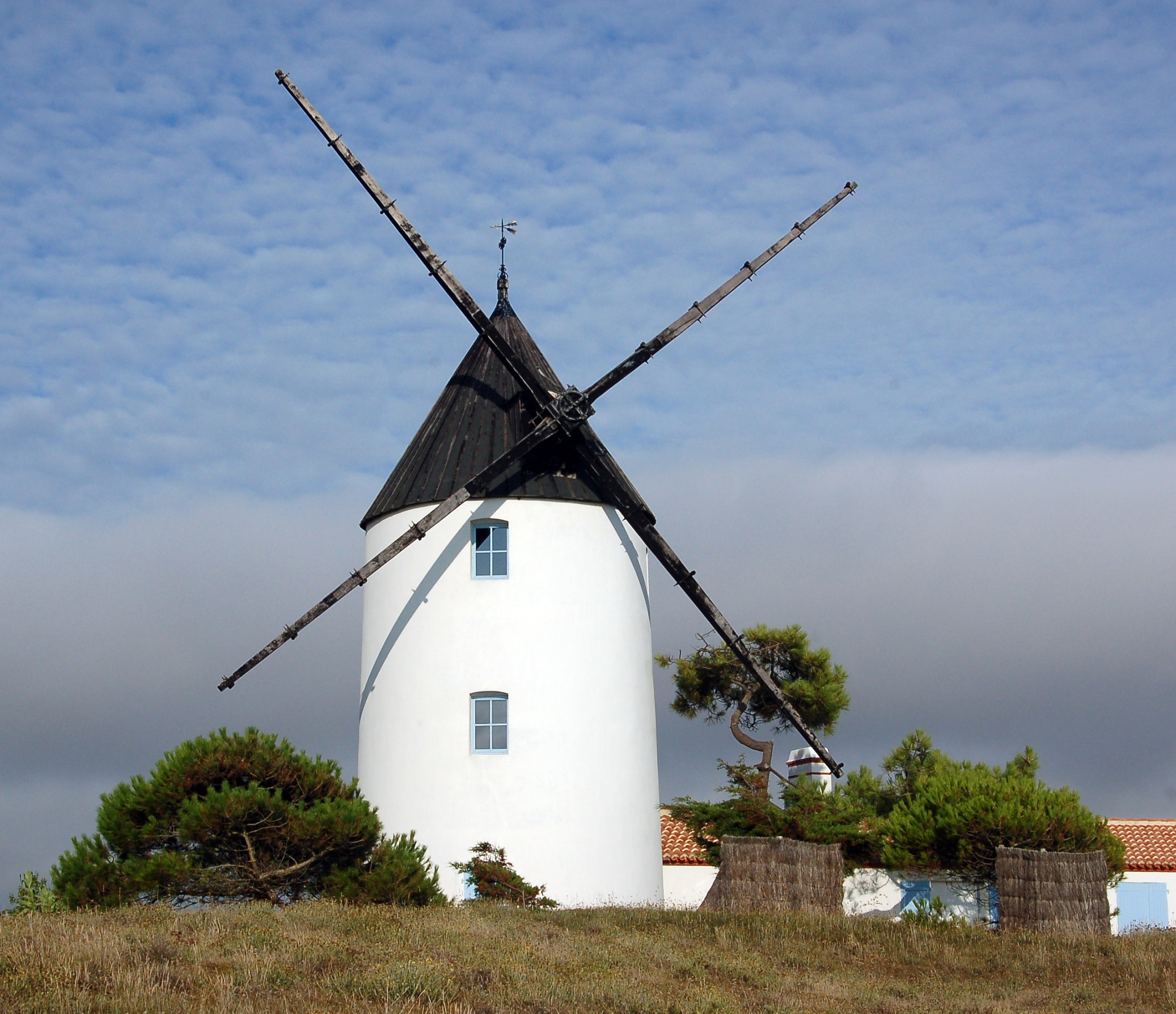
Moulin de la Bosse.

Jusqu'au début du XIXe siècle, l'île de Noirmoutier ne comportait qu'une seule commune avec comme chef-lieu le bourg de Noirmoutier-en-l'Île. Mais avec l'accroissement démographique, Barbâtre est devenue indépendante en 1858 avant la constitution de deux autres communes une soixantaine d'années après, en 1919 : La Guérinière et L'Épine. Avec le développement des congés payés et l'essor du tourisme, l'île s'est urbanisée au XXe siècle avec la construction de nombreux lotissements abritant notamment beaucoup de résidences secondaires. Aujourd'hui, on distingue sur l'île de Noirmoutier, une ville et cinq bourgs répartis sur quatre communes.
- La ville de Noirmoutier-en-l'Île située au Nord-Est de l'île est la capitale historique de l'île. Son centre est marqué par de vieux monuments comme le château, l'église Saint-Philbert, l'Hôtel Jacobsen, etc. Elle est peuplée de 4 800 habitants environ. Sa commune couvre le tiers Nord de l'île et comprend, des marais salants, une plaine agricole, la station balnéaire du Bois de la Chaize, le port de pêche et de plaisance à échouage, l'ancienne abbaye de la Blanche ainsi que les deux bourgs du Vieil et de l'Herbaudière. Le caractère rocheux des côtes fait que les plages sont plutôt de tailles réduites comme celles qui bordent le bois de la Chaize (exemple : plage des Dames, plage des Souzeaux, de l'Anse Rouge…).

- Le bourg de L'Épine est situé à l'Ouest de l'île. Comptant une population de plus de 1 700 habitants, sa commune comprend une partie des marais salants, le port de Morin (au Nord du bourg), une partie du bois des Eloux (au Sud du bourg) et le moulin de la Bosse. Les plages de L'Épine forment un cordon sableux continu portant différentes dénominations en fonction des zones (plage Saint-Jean, plage de la Martinière…) ponctuées de brise-lames qui contribuent à la défense de l'île contre la mer.

- Le bourg de La Guérinière est situé au centre de l'île. Sa commune compte environ 1 500 habitants avec le village balnéaire des Sables d'Or et de la Tresson, situé au Sud du bourg. La plage sableuse de la Guérinière offre une vue sur les bouchots (culture de moules) et les parcs à huïtres installés en mer et visibles à marée basse.

- Le bourg de Barbâtre, de forme longiligne par l'extension des lotissements pavillonnaires compte  presque 1 800 habitants. C'est la commune la plus méridionale de l'île, elle comprend les deux voies reliant l'île de Noirmoutier au continent : le Gois (chaussée submersible) et le pont. L'urbanisation du XXe siècle a étendu le bourg sur les anciens hameaux du Midi, de la Frandière et de la Fosse. La plage du Midi est la plage de Barbâtre, c'est la plus longue de l'île, cordon sableux de plus de 5 km.

- Le bourg du Vieil est situé au Nord de Noirmoutier-en-l'Île et fait partie de son territoire communal. C'est une bourgade paisible constituée de rues tranquilles qui s'étire entre le Bois de la Chaize et le Bois de la Blanche. Les plages sont plutôt rocheuses.

- Le bourg de l'Herbaudière est situé au Nord-Ouest de l'île, intégré lui aussi à la commune de Noirmoutier-en-l'Île. C'est le port de pêche et principal port de plaisance de l'île. La plage de Luzéronde, au Sud de l'Herbaudière, est sableuse et assez fortement inclinée, elle offre une vue sur l'île du Pilier (au Nord-Ouest de l'île).

### Les forêts de Noirmoutier
L'île de Noirmoutier a une couverture forestière plutôt modérée et légèrement en deçà de la moyenne de la Vendée.
Les bois ainsi que les forêts sont gérés par l'ONF sur environ 400 hectares, soit 9 % de la superficie de l'île qui est de 49 km2.
Les forêts domaniales sont éparses et recouvrent des surfaces très différentes d'une forêt à l'autre :
- dans le sud de l'île se trouve la forêt domaniale de Barbâtre, qui s'étend sur la commune de Barbâtre et de la Frandière et couvre une surface totale de 145 hectares, ce qui en fait la plus grande forêt de l'île de Noirmoutier ;
- au nord-est se situe la forêt domaniale du Bois de la Chaize qui est essentiellement composée de chênes verts et s'étend sur 140 hectares ; bordant les rivages de la Baie de Bourgneuf, elle est située exclusivement sur la commune de Noirmoutier-en-l'Île ;
- sur la face ouest et sud, le petit bois domanial des Éloux a une surface de 82 hectares ; situé en bordure de l'océan, il est composé de résineux (pins maritimes essentiellement), auxquels se mêlent des chênes verts qui ont été plantés sur un cordon dunaire ; elle est la troisième forêt de l'île et appartient à la commune de la Guérinière ;
- on relève quelques autres bois et forêts de taille négligeable.

Ces forêts sont très importantes, constituant notamment un milieu naturel pour une faune et une flore d'ailleurs protégées par l'ONF, mais constituent aussi une attraction touristique par leur beauté.

## Climat
Le climat de l'île est particulièrement doux grâce à l'influence de l'océan Atlantique. Les hivers sont doux et les étés sont tempérés. Le nombre d'heures de soleil est important : il est comparable à celui de Carcassonne avec 2 100 heures pour l'année dont 550 heures pour les mois de juillet et août[réf. à confirmer].
Toutes ces conditions permettent à l'île de développer la culture de la pomme de terre dans une terre sablonneuse enrichie au goémon (particulièrement la bonnotte, pomme de terre primeur précoce au printemps), mais aussi favorisent l'évaporation des marais salants en été. De plus, des espèces végétales peu communes sur le continent aux mêmes latitudes peuvent se développer, comme le mimosa ou les arbousiers très présents au bois de la Chaize.
| Mois                                             | jan.         | fév.         | mars         | avril        | mai          | juin        | jui.         | août        | sep.        | oct.         | nov.         | déc.         | année    |
| ------------------------------------------------ | ------------ | ------------ | ------------ | ------------ | ------------ | ----------- | ------------ | ----------- | ----------- | ------------ | ------------ | ------------ | -------- |
| Température minimale moyenne (°C)                | 4,6          | 4,5          | 6,4          | 8            | 11,3         | 13,8        | 15,7         | 15,8        | 13,9        | 11,5         | 7,7          | 5,2          | 9,9      |
| Température moyenne (°C)                         | 7            | 7,1          | 9,4          | 11,5         | 14,8         | 17,7        | 19,5         | 19,7        | 17,6        | 14,4         | 10,3         | 7,6          | 13,1     |
| Température maximale moyenne (°C)                | 9,3          | 9,8          | 12,5         | 14,9         | 18,4         | 21,5        | 23,4         | 23,5        | 21,4        | 17,4         | 12,9         | 9,9          | 16,3     |
| Record de froid (°C) date du record              | −10 16.1985  | −7,7 07.1991 | −6 01.2005   | 0 13.1986    | 0,5 07.1979  | 3,6 22.1969 | 10,4 19.1977 | 9,4 31.2017 | 6,4 02.1966 | 1,7 29.2003  | −4 21.1993   | −8 30.1996   | −10 1985 |
| Record de chaleur (°C) date du record            | 15,5 24.2016 | 19,9 22.2019 | 22,9 19.2005 | 27,5 23.1984 | 31,3 06.1995 | 36 26.1976  | 37 21.1990   | 37 04.2003  | 33 18.1987  | 27,1 05.1997 | 20,9 01.2015 | 16,1 04.2006 | 37 2003  |
| Précipitations (mm)                              | 71,1         | 56,5         | 49,4         | 52,1         | 52,2         | 34,2        | 38,6         | 31,5        | 56,9        | 85,2         | 80,9         | 81,3         | 689,9    |
| dont nombre de jours avec précipitations ≥ 1 mm  | 12,3         | 9,7          | 9,6          | 9,7          | 9,5          | 6,6         | 6,4          | 6           | 8,1         | 11,8         | 12,4         | 13           | 115      |
| dont nombre de jours avec précipitations ≥ 5 mm  | 5,3          | 4,4          | 3,2          | 3,7          | 3,3          | 2,1         | 2,2          | 2           | 3,6         | 5,5          | 5,9          | 6,5          | 47,7     |
| dont nombre de jours avec précipitations ≥ 10 mm | 2,4          | 1,5          | 1,3          | 1,3          | 1,5          | 0,9         | 1,1          | 1           | 1,9         | 2,7          | 2,2          | 2,6          | 20,4     |

## Environnement
Selon Natura 2000, l'île fait partie d'un cadre géographique plus large englobant également le marais breton, la baie de Bourgneuf et la forêt des Pays de Monts.
Cette même zone géographique a été désignée le 2 février 2017 zone humide d’importance internationale au titre de la Convention de Ramsar.

## Transports
Jusqu'en 1971, l'île de Noirmoutier était une île accessible à marée basse seulement par l'intermédiaire du célèbre passage du Gois (ou Goâ), chaussée d'environ 4,5 km traversant le sud de la baie de Bourgneuf. Depuis lors un pont supportant la RD 38 la relie également au continent. Cette route, à laquelle le Gois est greffé, parcourt l'île du sud au nord jusqu'au port de L'Épine, le port du Morin. À partir de La Guérinière la route départementale 948 traverse les marais salants pour rejoindre Noirmoutier-en-l'île. Les marais ne sont d'ailleurs traversés que par quelques petites routes.
Durant toute l'année, la gare routière de Noirmoutier-en-l'île est desservie par un service d'autocars reliant Nantes (autocars SNCF depuis la gare ferroviaire) et La Roche-sur-Yon (réseau départemental Cap Vendée). Pour la période estivale, la Communauté de Communes, en partenariat avec le Conseil Départemental de la Vendée, met en place un service insulaire baptisé « Bus de l'île », desservant près d'une trentaine d'arrêts, tandis que durant le même temps la ville de Noirmoutier-en-l'île organise un service gratuit de navettes, le « Gratibus », assurant des liaisons quotidiennes entre Le Vieil, L'Herbaudière et le bourg de Noirmoutier.
Des navettes maritimes reliant le continent à l'île entre Fromentine et la Pointe de la Fosse au Sud permettaient également son accès avant la construction du pont. En 2017, après plus de sept ans de sommeil, échoue une tentative de remise en service de la liaison maritime entre les ports de Pornic et celui de Noirmoutier pour la période estivale, mais le projet, qui trouve son intérêt auprès des deux municipalités concernées, ne semble pas abandonné pour autant.
L'île est parcourue par 80 km de pistes cyclables et 60 km de sentiers pédestres.

## Administration
Les quatre communes que cette île abrite formaient le canton de Noirmoutier-en-l'Île et sont, en outre, regroupées en une communauté de communes de l'Île-de-Noirmoutier. Celles-ci sont du sud au nord :
- Barbâtre ;
- La Guérinière ;
- L'Épine ;
- Noirmoutier-en-l'Île.

## Histoire

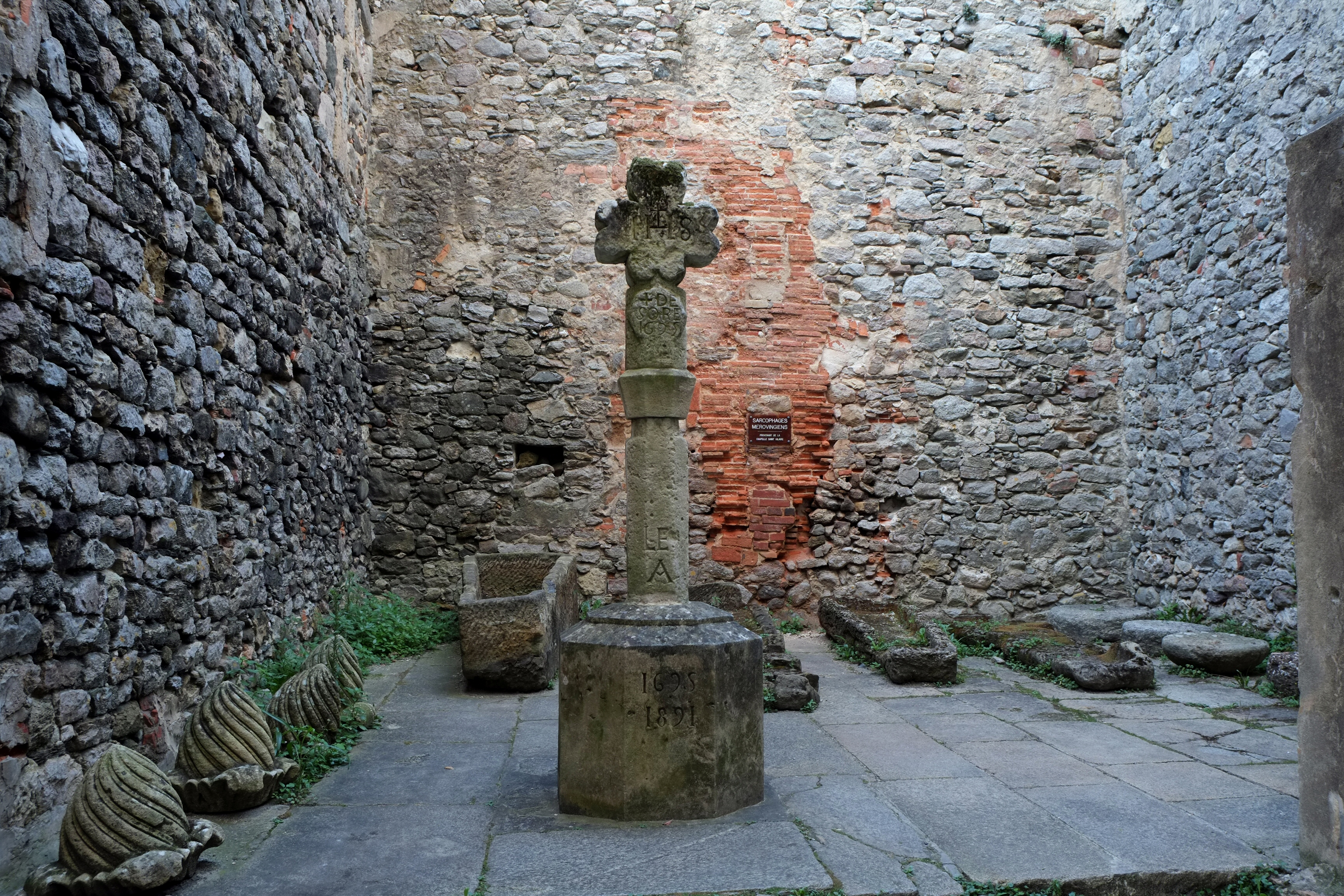
Sarcophages mérovingiens dans le donjon du château.

Les traces les plus anciennes d'occupation de l'île de Noirmoutier remontent de 400 000 av. J.-C. à 200 000 av. J.-C. au Paléolithique inférieur, au bois de la Chaize. D'autres traces ont été trouvées, datant du Néolithique (de 5 000 av. J.-C. à 2 500 av. J.-C. à La Fosse (pointe de l'île), à Luzéronde et au bois de la Chaize et sur la baie de Bourgneuf mais aussi sur l'ilot du Pilier, qui pouvait être à cette époque rattaché à Noirmoutier.
On a trouvé sur l'île deux mégalithes, le dolmen de la Table désormais submergé dans la baie de Bourgneuf, et le dolmen de l'Herbaudière situé sur le littoral.
On a également trouvé sur l'île des haches en pierre polie, des silex taillés (dans le Gois), un poignard et un couteau en silex (à l'Herbaudière).
C'est sur l'ancienne « île d'Her » ou d’Hero que le moine saint Philibert s'installa en 674. Il y fonda un monastère qui fut plus tard à l'origine de celui de Saint-Philbert-de-Grand-Lieu. Il y organisa la récolte du sel et la construction de nombreuses digues.
Pour lutter contre les invasions vikings, les seigneurs de La Garnache, propriétaires des lieux, ainsi que les moines, firent construire successivement des fortifications à partir de 830. Ceux-ci construisirent une résidence à Déas (aujourd'hui « Saint-Philbert-de-Grand-Lieu ») sur le continent pour y passer l’été, saison la plus dangereuse, pour s’y abriter des incursions vikings. Ceux-ci tentent une attaque en août 834, repoussée, puis une nouvelle en août 835. Celle-ci est repoussée par le comte Renaud d'Herbauges. Les Vikings reviennent à la charge en septembre 835, et réussissent à piller le monastère qui est ensuite abandonné.
Au Xe siècle, Ibrahim ibn Ya'qub, marchand arabe envoyé par le Calife Omeyade de Cordoue, décrit l'île en ces termes :

« Furmantîna (Fromentine, c'est-à-dire Noirmoutier), île dans l'Océan, longue de vingt milles et large de trois. Elle est en pleine mer. Bon climat, sol fertile, eaux courantes et puits d'eau douce. Elle est habitée et cultivée. En raison de son climat et de son sol, qui sont sains, il n'y a aucun reptile, car les reptiles et les insectes naissent des miasmes, et il n'y en a pas dans l'île. On dit qu'il y pousse un safran d'excellente qualité qu'on ne trouve nulle part ailleurs. »

Le château est construit au XIIe siècle.

### Une île de la seigneurie de la Garnache

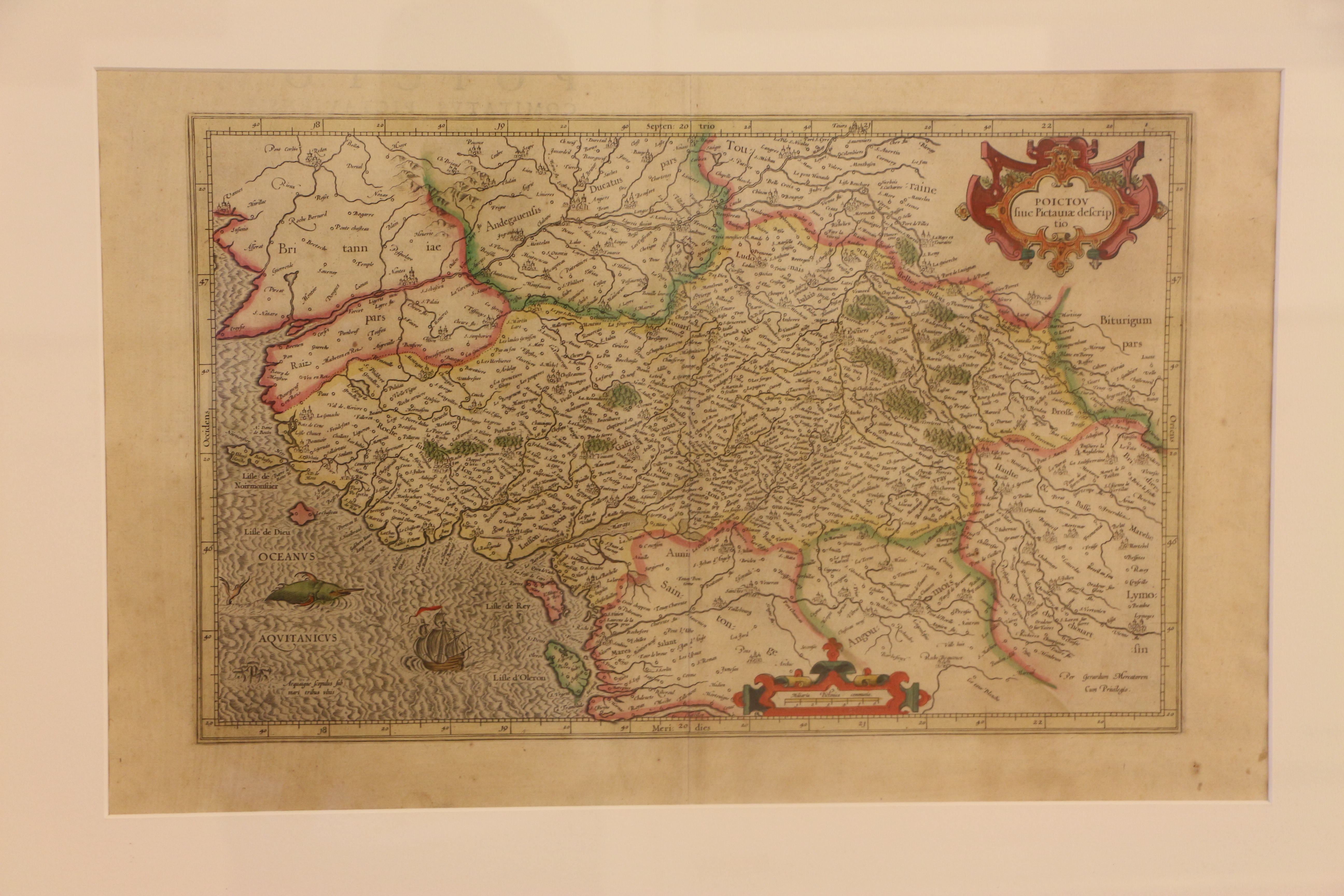
Carte du Poitou (XVIe siècle) réalisée par Gérard Mercator, Collection Château-Musée, Noirmoutier-en-l'île

L'île de Noirmoutier, comme l'ancienne île de Bouin (aujourd'hui rattachée à la terre ferme), dépendait avant la Révolution de la seigneurie de La Garnache, fief tantôt poitevin (duché d'Aquitaine et comté du Poitou) au Moyen Âge, tantôt lié à la Bretagne (expansion bretonne au IXe siècle cassée par les incursions vikings, puis liens juridiques avec la région des Marches de Bretagne du XVIe au XVIIe siècle).
Au cours de son histoire, l'île eut à subir plusieurs tentatives d'invasions :
- anglaises (1342, 1360, 1386) ;
- espagnoles (1524, 1588).

Mais ne put résister à l'invasion néerlandaise de 1674 par l'amiral Cornelis Tromp.

### XIVesiècle-XVesiècle: des changements de seigneurs
En 1350, Noirmoutier tomba aux mains d'un seigneur à la solde de l'Angleterre, Raoul Caours, qui finit par se brouiller avec le monarque anglais, pour n'avoir pas voulu rendre ses conquêtes à Jeanne de Belleville, dame de Clisson et de La Garnache. Il passa au roi de France, moyennant 2 430 livres par an et la possession reconnue de Beauvoir, de Lampant, de Bouin et de l'île Chauvet, dont s'était emparé en 1349, Guillaume, dit le Galois de la Heuse, capitaine souverain pour le roi en Poitou.
Un autre chef mercenaire, Maciot de Mareuil, bourgeois de Nantes, aidé d'aventuriers nantais, s'empara l'année suivante de Noirmoutier et fit prisonnier Raoul Caours, qu’il ne voulut relâcher à aucun prix, malgré les lettres de rémission offertes par le roi de France. Guillaume Estner, capitaine à la solde du seigneur de l'île, Amaury de Craon, parvint à le faire déménager en 1353.
Au XVe siècle l'île de Noirmoutier est rattachée à la vicomté de Thouars, qui appartient à la famille d'Amboise.
En mars 1479, par ses lettres patentes, le roi Louis XI confirma les privilèges octroyés par Charles VII.

### Corsaires huguenots auXVIesiècle, contrebande de tabac auXVIIesiècle
En 1562, les corsaires huguenots venus de La Rochelle s'emparent de l'île, dont ils font un sanctuaire jusqu'en 1569.
Cette île bénéficiait dès le XIVe siècle de franchises insulaires, propices au développement de la contrebande. Au XVIIe siècle, les îliens font fleurir le commerce clandestin de tabac en se lançant dans l'importation massive.
Ce trafic prend son essor après 1670 lorsque le tabac de Saint-Domingue est placé sous un monopole que Louis XIV confie à la Marquise de Maintenon, qui s'empresse de le revendre. Le monopole fixe des prix de vente trop élevés et d'achat trop bas, incitant les planteurs à écouler le tabac vers les colonies de l'Amérique du Nord. C'est le début de la fortune de la Virginie.
Des sociétés de « faux tabatiers » se structurent, impliquant toutes les couches de la société îlienne pour réguler le  trafic. Du tabac de Virginie, du Maryland, de Hollande, de Martinique ou de Saint-Domingue fait marcher le négoce. De gros navires marchands hollandais ou anglais approvisionnent l'île. Un circuit de petites embarcations (chattes) permettent l'acheminement illégal sur le continent.
En 1674, l'île est prise et dévastée par une expédition navale hollandaise conduite par les lieutenant-amiraux Tromp, Banckert et van Nes.
Dès le XVIIe siècle, l'île subit de nombreuses transformations grâce à la construction de digues et de polders. Des centaines d'hectares furent asséchés, selon des techniques issues des procédés flamands mises en œuvre en particulier par la famille Jacobsen dont Cornil Guislain Jacobsen, originaire de Dunkerque. Les terres ainsi gagnées sur la mer permirent la création de marais salants et de champs pour les pâtures et la culture de céréales.

### De la guerre de Vendée jusqu'à la Première Guerre mondiale
Durant la Révolution française, l'île fut le théâtre de trois batailles de la guerre de Vendée entre 1793 et 1794 : la première se solda par une victoire républicaine repoussant l'assaut royaliste, la seconde par la prise de l'île par les Vendéens, tandis que la troisième vit la victoire définitive des républicains et l'exécution des combattants royalistes (dont Maurice d'Elbée) de la garnison.
Durant la Première Guerre mondiale, le lieutenant Joseph Écomard fut gouverneur militaire de l'île, mais il résidait sur celle voisine de l'île d'Yeu où il occupait également la même fonction. Il descendait des Joubert de Noirmoutier, gouverneurs de l'île sous l'Ancien Régime.

## Économie

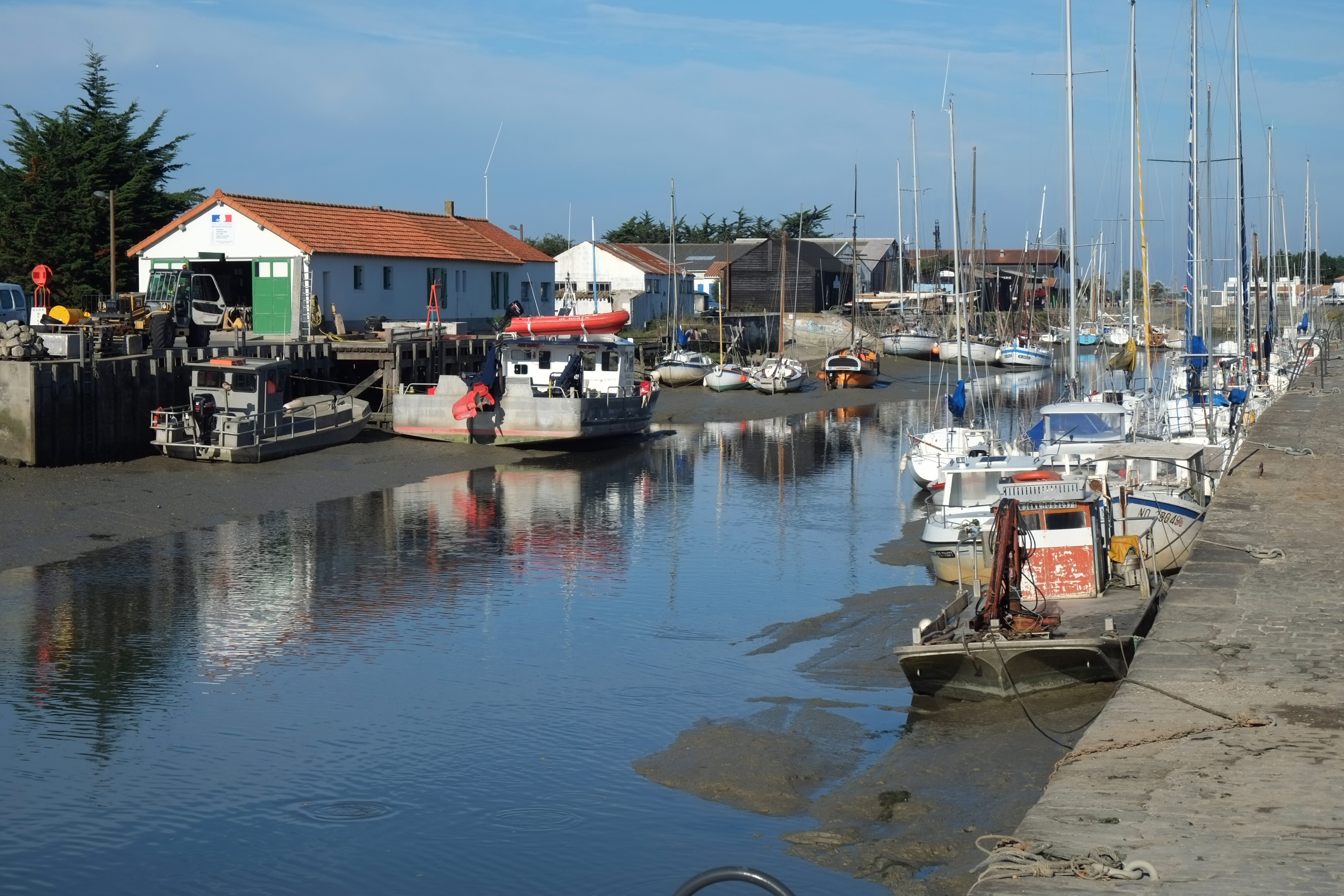
Port de Noirmoutier-en-l'Île.

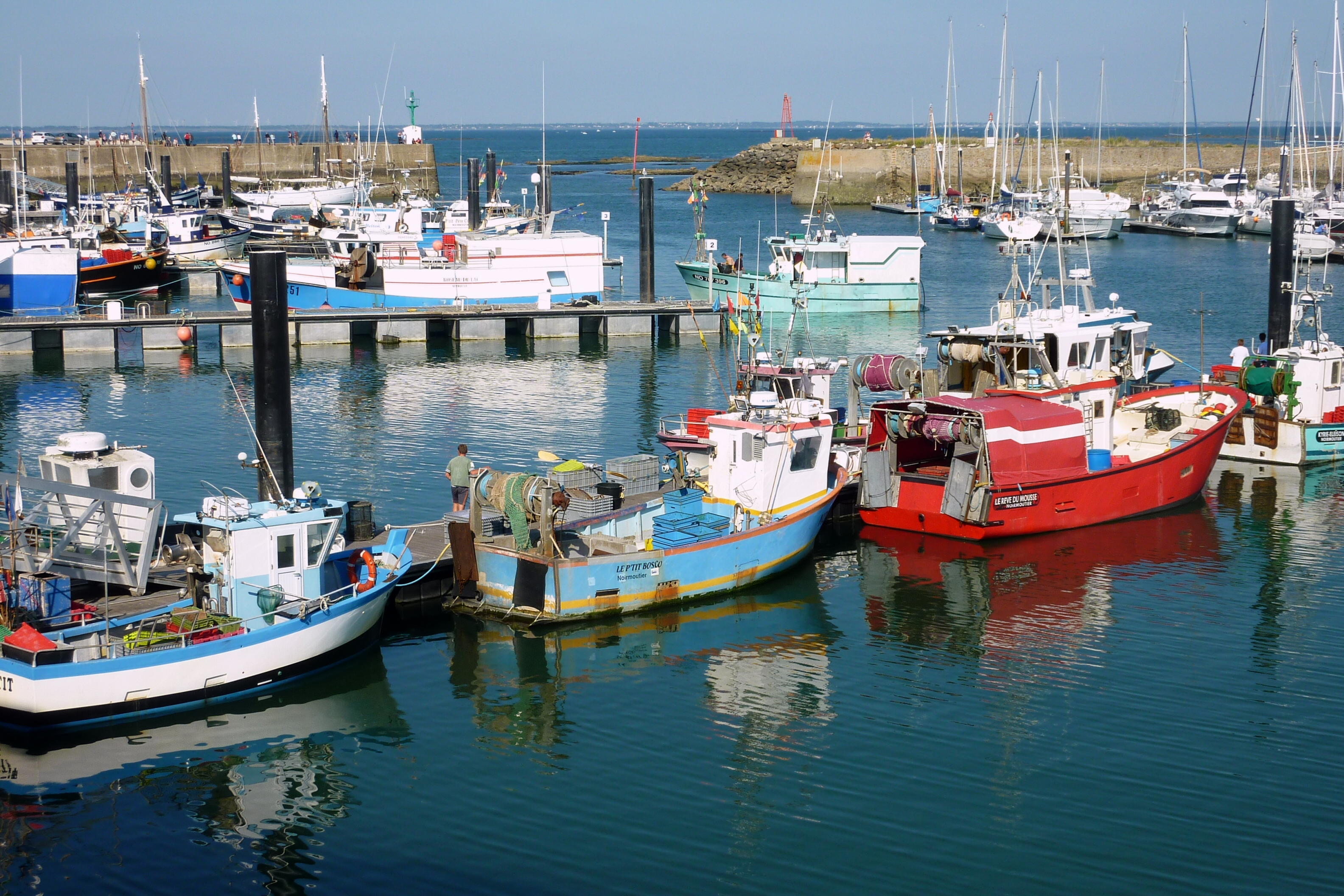
Port de l'Herbaudière.

Le tourisme est la principale activité économique de l'île offrant aux visiteurs un nombre important d'hébergement (hôtels, chambres d'hôtes, campings, centres de vacances, etc.).
Cependant, l'activité maritime reste très importante sur l'île qui possède ainsi trois ports :
- Noirmoutier-en-l'Île, le port traditionnel qui aujourd'hui sert surtout aux petits bateaux de plaisance, essentiellement amarrés dans l'étier du Moulin.
- l'Herbaudière, un port de pêche moderne en eau profonde, possédant une criée, il est le deuxième du département de la Vendée après celui des Sables-d'Olonne[réf. nécessaire]. C'est aussi un port de plaisance important.
- l'Épine, dénommé historiquement le port de Morin, est un port à échouage. D'importants travaux achevés fin 2005 en ont fait un port de plaisance.

L'ostréiculture  est présente au port de Noirmoutier et au port du Bonhomme. La pisciculture est aussi active sur l'île, notamment par le groupe Adrien avec France Turbot.
L'île jouit d'un climat favorable à la production d'une variété de pommes de terre locale (la bonnotte), mais aussi de beaucoup d'autres variétés comme la sirtéma et la charlotte.
L'artisanat du bâtiment, du paysage et des BTP, fort de plus de 120 entreprises, représente 300 emplois à l'année ce qui le place dans les principales activités de l'économie insulaire.
Le consortium EMYN a pour projet de mettre en place un parc de 62 éoliennes d’une puissance unitaire de 8 MW, sur une surface de 83 km2, entre les deux îles de Noirmoutier et d'Yeu. Ce projet de centrale éolienne a reçu l’aval du préfet de Vendée en dépit de nombreuses oppositions. Une manifestation regroupant 500 participants dans la petite ville calme de Noirmoutier a défrayé la chronique en avril 2018. Les habitants se sont prononcés contre celui-ci lors de l’enquête publique à hauteur de 76%. Le projet a été critiqué par le Conseil national de la protection de la nature qui lui a donné un avis défavorable en octobre 2018. Selon ses opposants et de l'avis des pêcheurs, les conséquences de l’implantation de la centrale entre les îles de Noirmoutier et d’Yeu combinées à la construction d’une autre centrale de 80 machines au large de Saint Nazaire pourraient sonner le glas de la pêche côtière durable dans la région.

### La production de sel

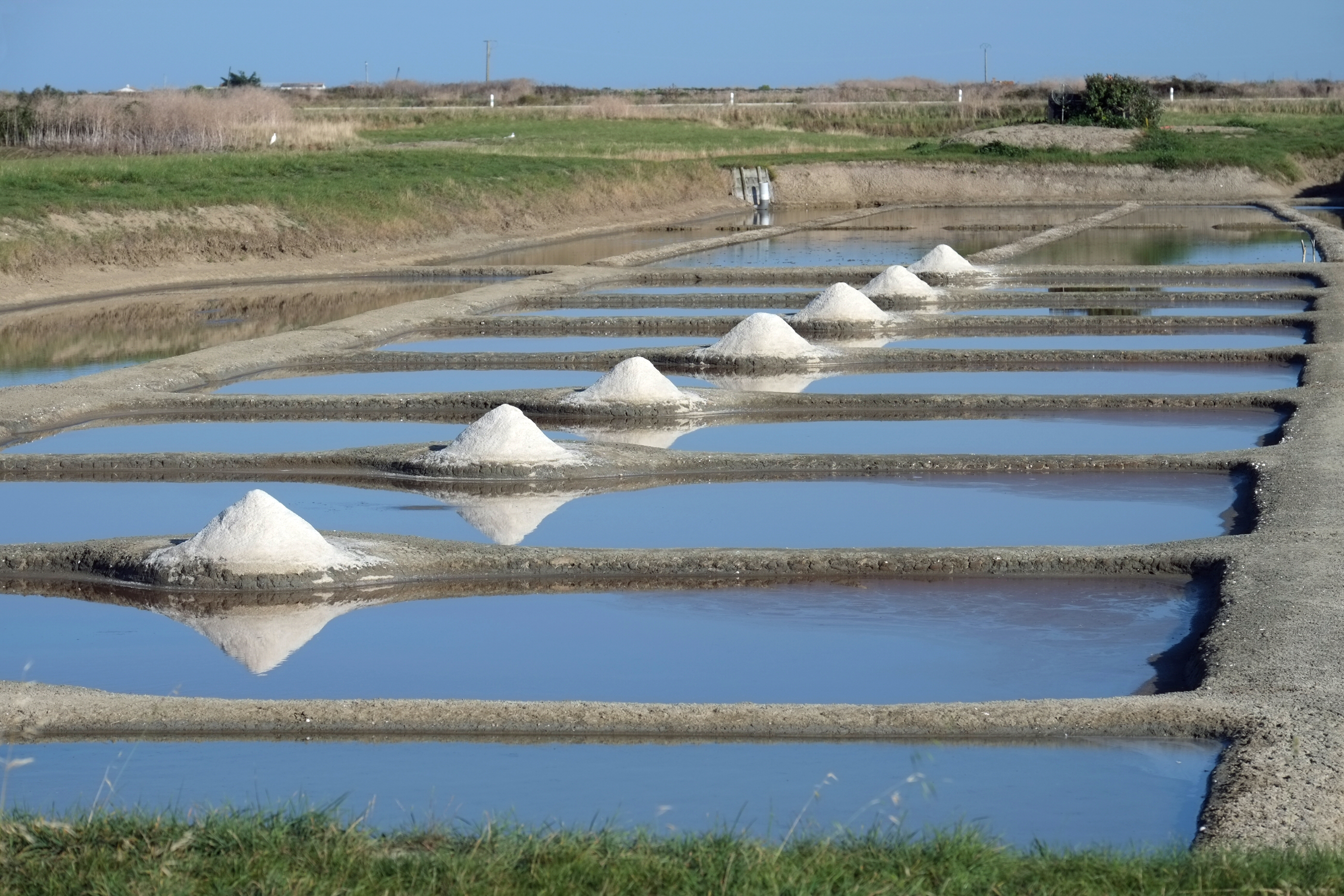
Marais salant à proximité de Noirmoutier-en-l'Île.

Le climat de l'île a également favorisé très tôt la production de sel marin. Ainsi, dès le Ve siècle, les moines bénédictins commencèrent à transformer les marais humides en marais salants afin d'y récolter l'or blanc. Ceux-ci couvrent aujourd'hui[Quand ?] une grande partie du territoire insulaire.
De nos jours[Quand ?], le sel et la fleur de sel y sont encore récoltés de façon artisanale et la production atteint 1 500 tonnes les meilleures années. Après le déclin des années 1980 et à la suite de l'abandon de nombreux marais salants, une renaissance a eu lieu depuis une quinzaine d'années[Quand ?] avec l'installation de jeunes sauniers.
Depuis 1942, la coopérative des sauniers de Noirmoutier regroupe près d’une centaine d’adhérents, soit 90 % des producteurs de l’île. L’avenir de cette agriculture traditionnelle et du métier de saunier est pérennisé par un contrat passé avec Aquasel. Ce contrat garantit ainsi les prix et les volumes de production à long terme.

## Patrimoine

### Monuments

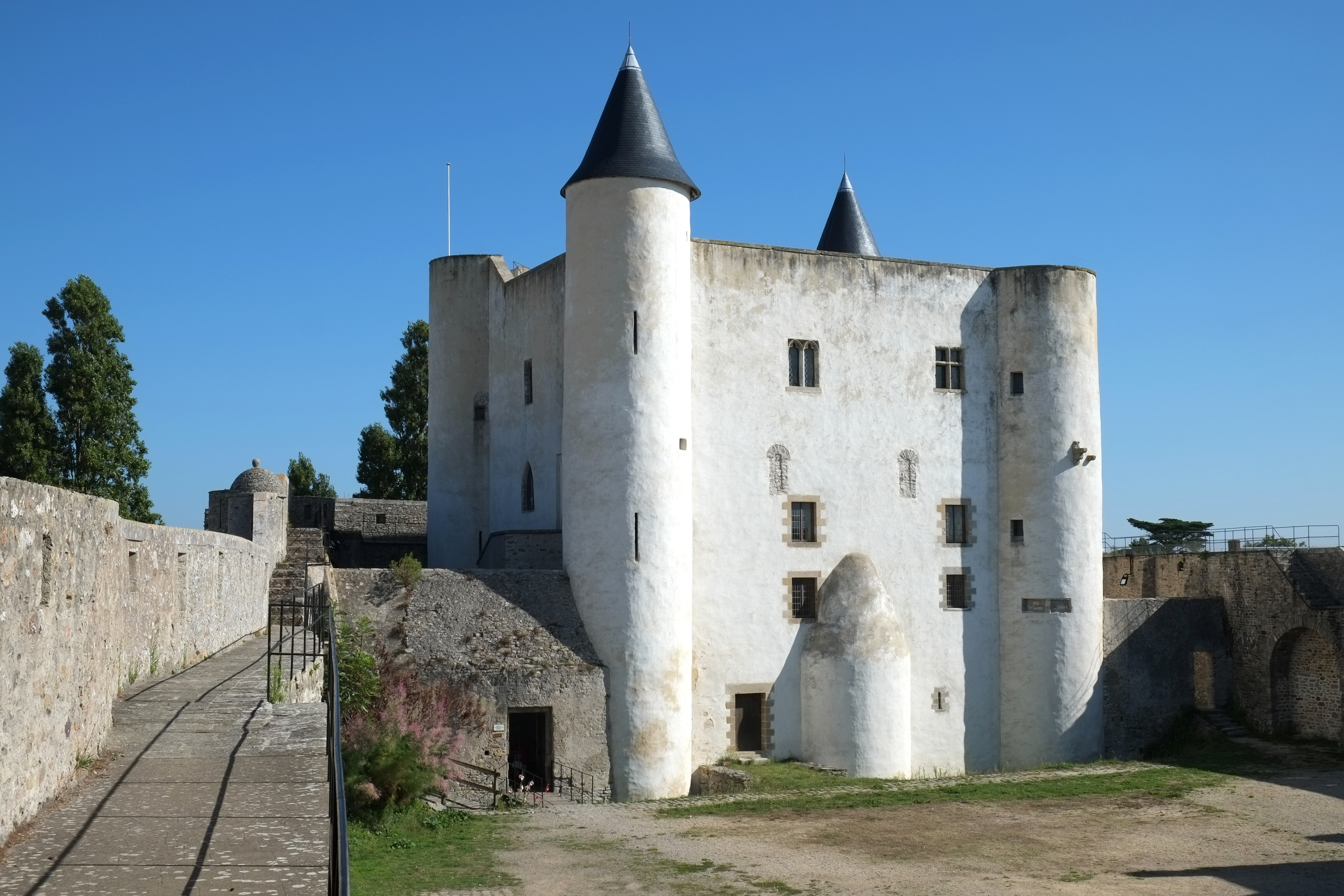
Donjon et chemin de ronde du mur d'enceinte du château

L'île possède un patrimoine architectural varié avec :

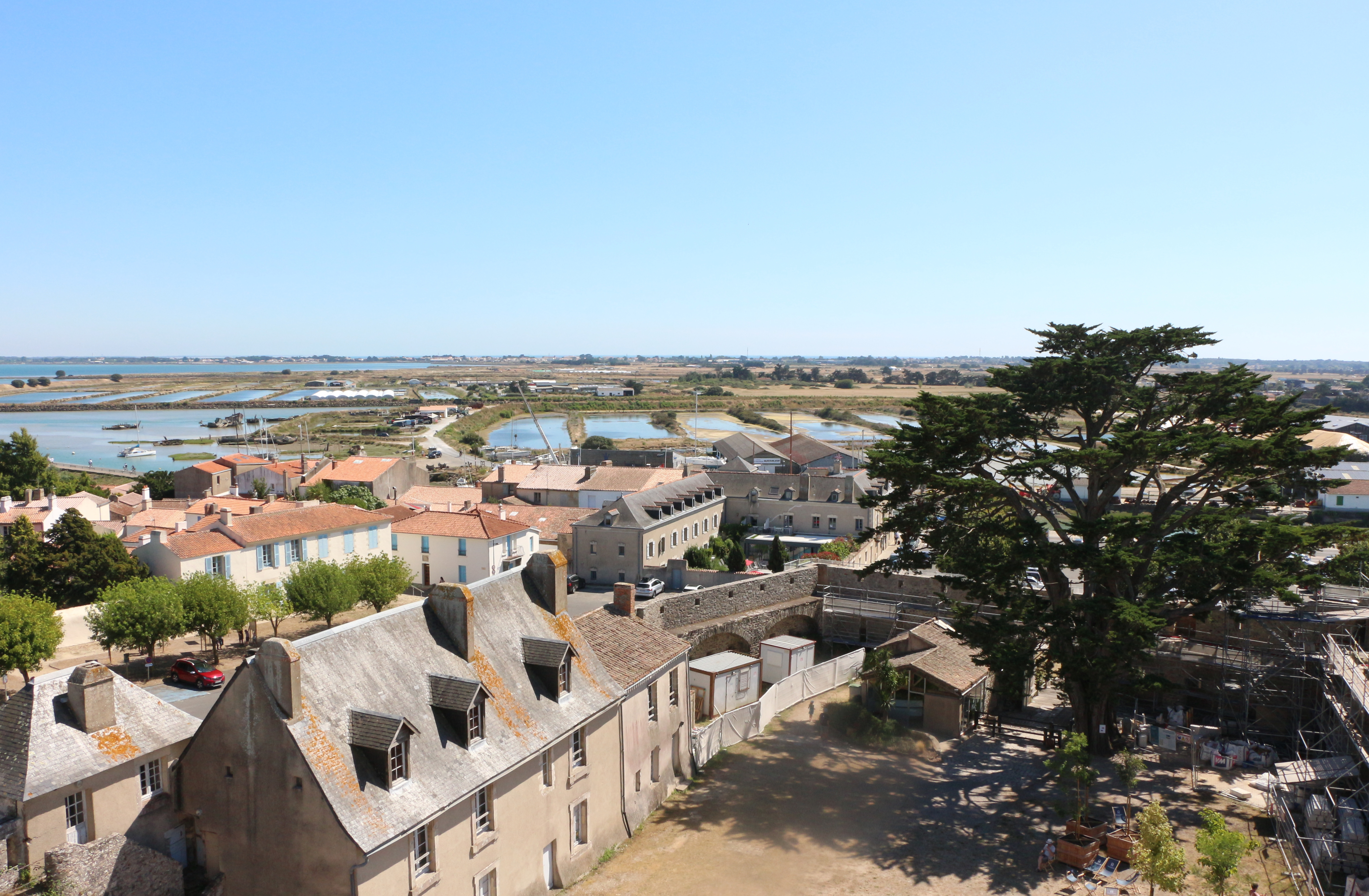
Cour du château de Noirmoutier vue du donjon

- Cour du château de Noirmoutier vue du donjon le château de Noirmoutier datant du XIIe siècle (sur le site d'un castrum disparu du IXe siècle);

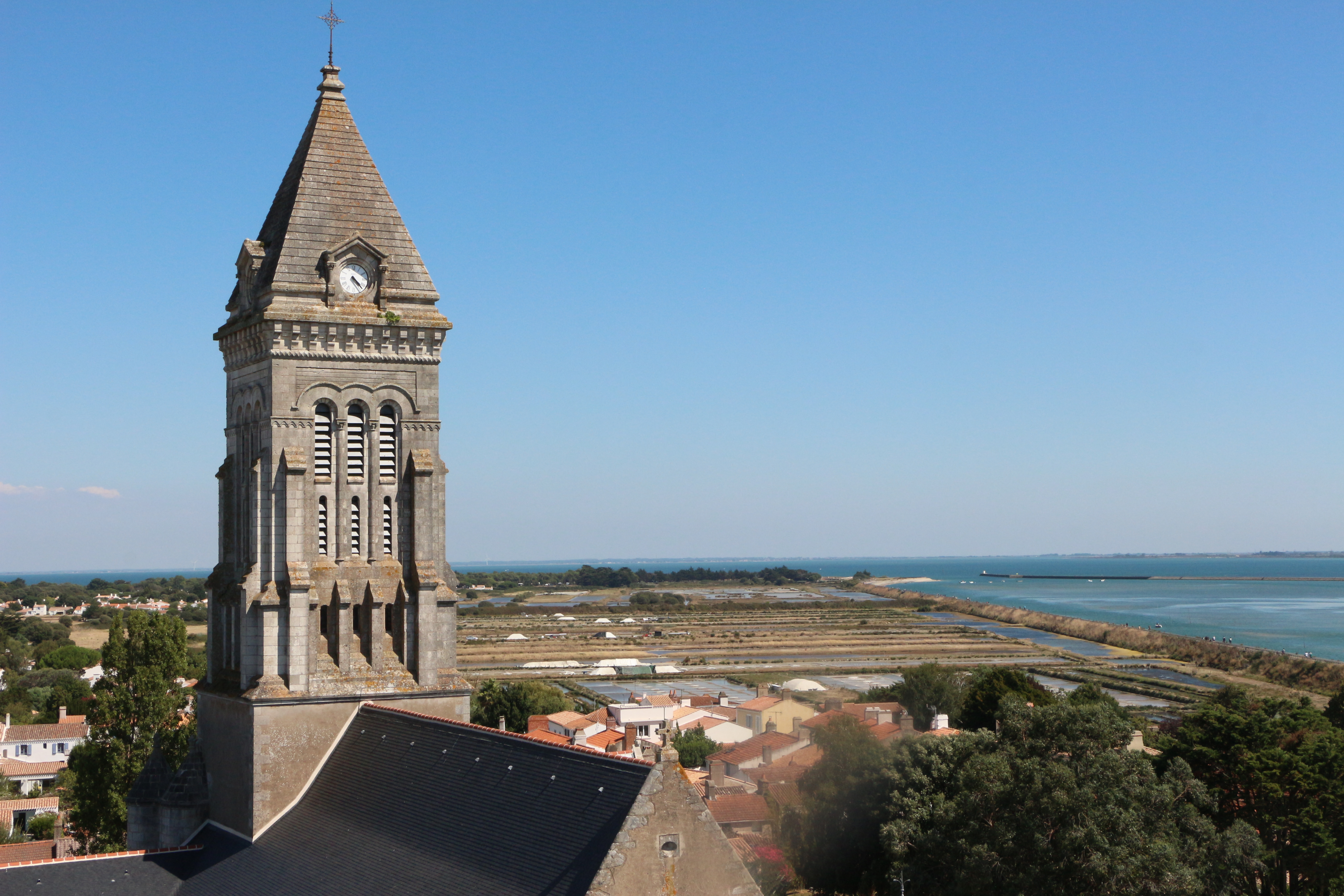
Clocher de l'église Saint-Philibert de Noirmoutier, vu depuis le donjon du château.

- Clocher de l'église Saint-Philibert de Noirmoutier, vu depuis le donjon du château. l'église Saint-Philbert, une ancienne abbatiale bénédictine au style à la fois roman et gothique. Elle recèle une belle crypte du XIe siècle, ainsi que le premier tombeau du moine saint Philibert, son fondateur au VIIe siècle ;
- l'ancien Hôtel Lebreton de Grapillières, bel hôtel particulier du XVIIIe siècle, MH, devenu hôtel de tourisme sous le nom d'Hôtel d'Elbée ;
- des maisons de maître datant du XVIIIe siècle.
- l'Estacade, édifice emblématique de l'île de Noirmoutier. La première Estacade du bois de la Chaize a été construite en 1889. Cet embarcadère à bateaux a joué un rôle majeur dans le développement du tourisme balnéaire du début du XXe siècle. L'ouvrage a été entièrement restauré au cours des années 2013-2014[39].

### Sites
- Le passage du Gois, chaussée submersible, principale attraction touristique de l'île.
- Le bois de la Chaize est connu pour ses bois de chênes verts et de mimosas, ainsi que de belles plages ombragées. Une centaine de villas balnéaires – dont une majorité date de la fin du XIXe siècle et du début XXe siècle – ont été édifiées dans cette forêt[40].
- La promenade des Souzeaux longe l'océan avec ses nombreuses criques.
- La maison-phare de la Pointe des Dames dans le bois de la Chaize.
- Le Vieil, un des lieux-dits au nord de l'île, face à la côte, attire les touristes grâce à sa situation et aux centres de vacances qui s'y trouvent.
- La réserve naturelle nationale des marais de Müllembourg.
- La réserve naturelle régionale du Polder de Sébastopol.
- La grotte Saint-Philbert dans le bois de la Chaize.

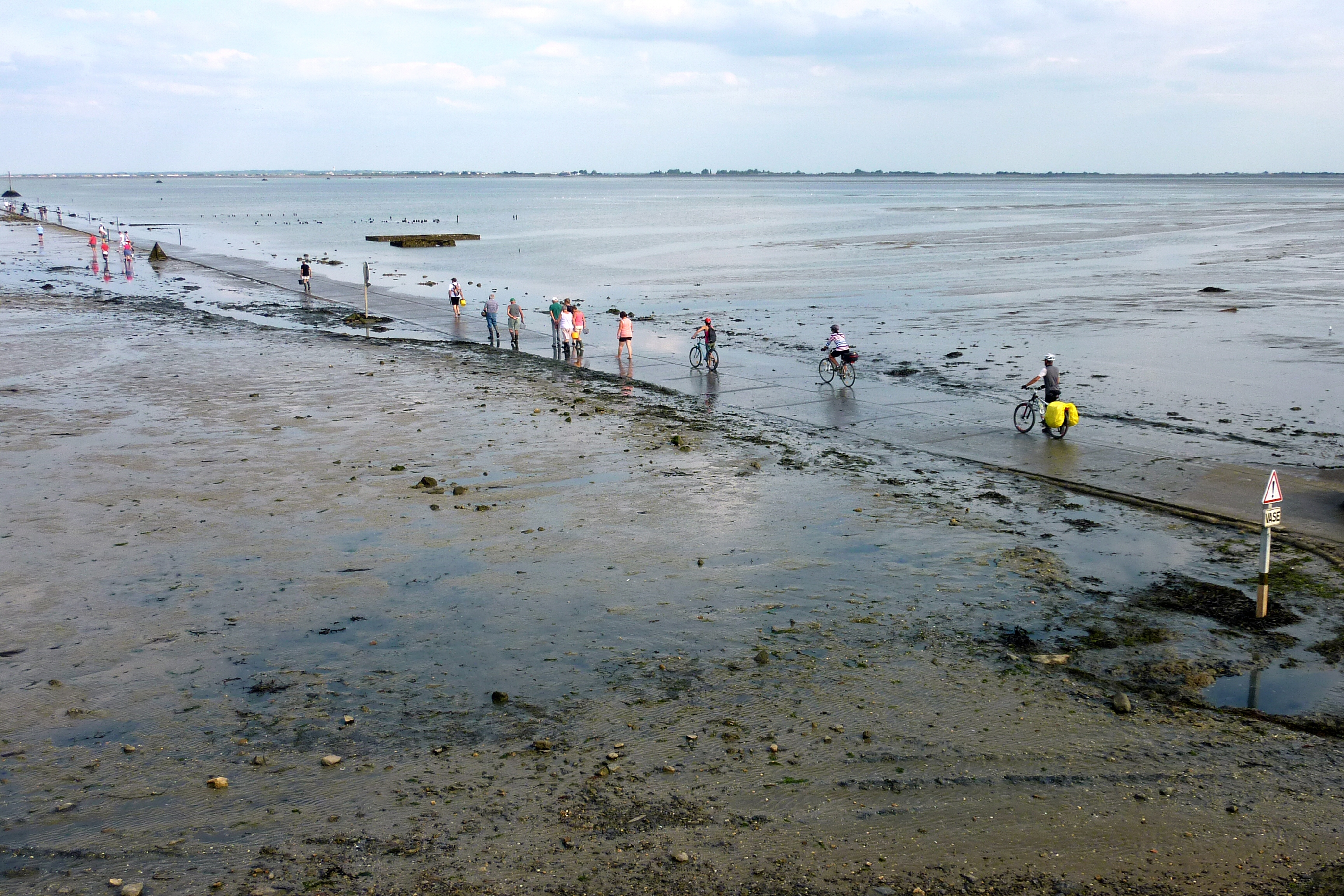
Passage du Gois alors que la mer se retire.
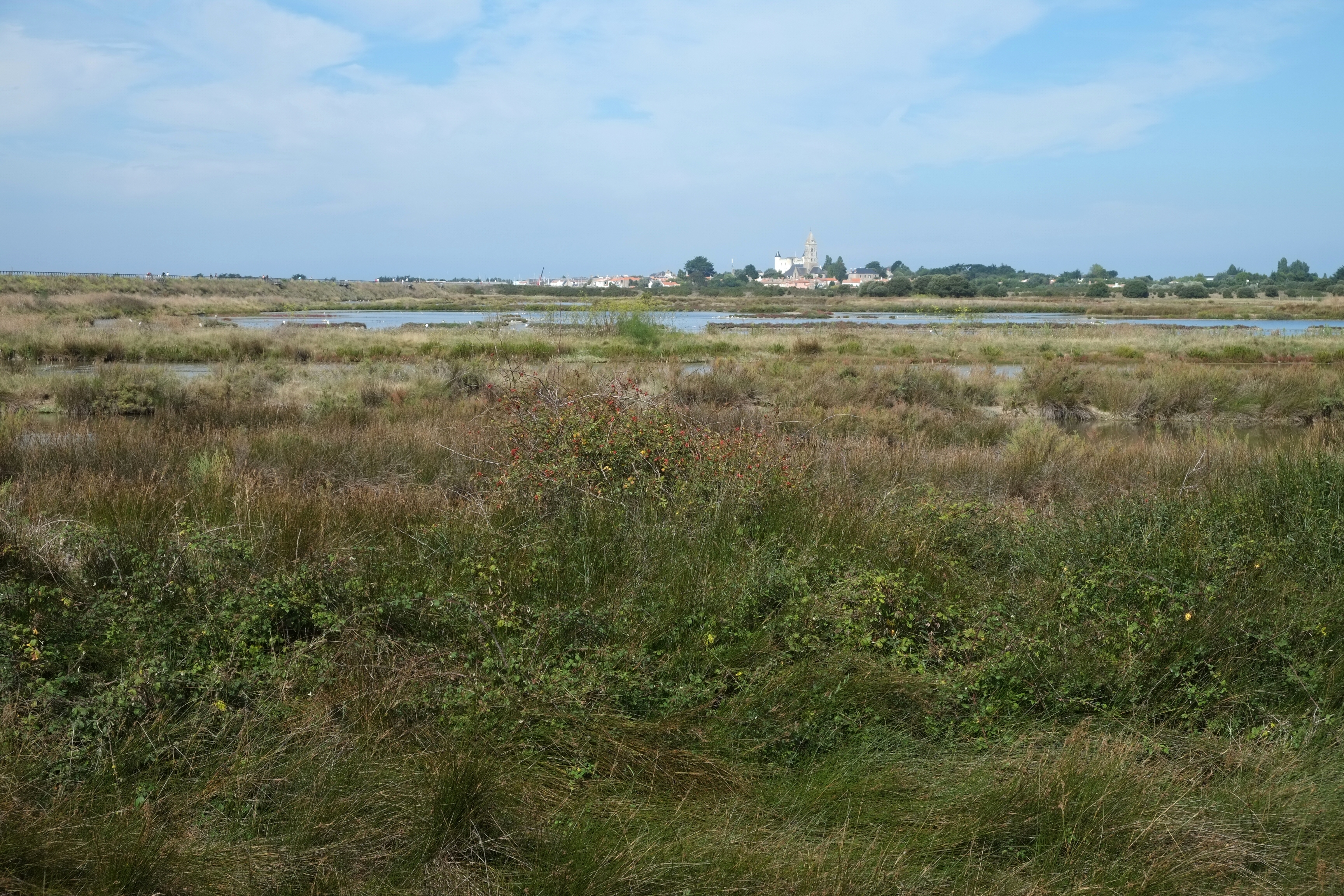
Marais de Müllembourg.
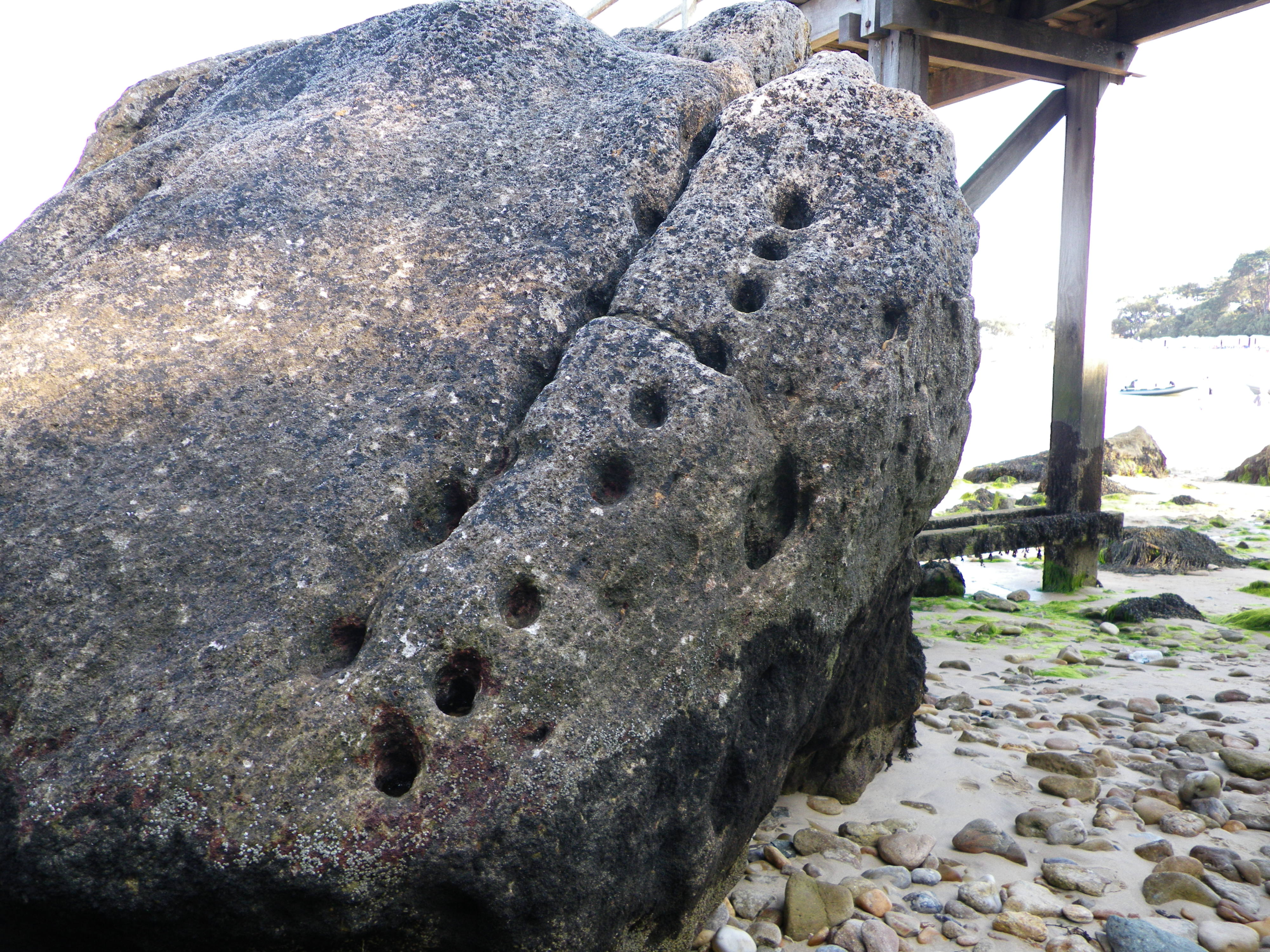
Pierre à cupules.
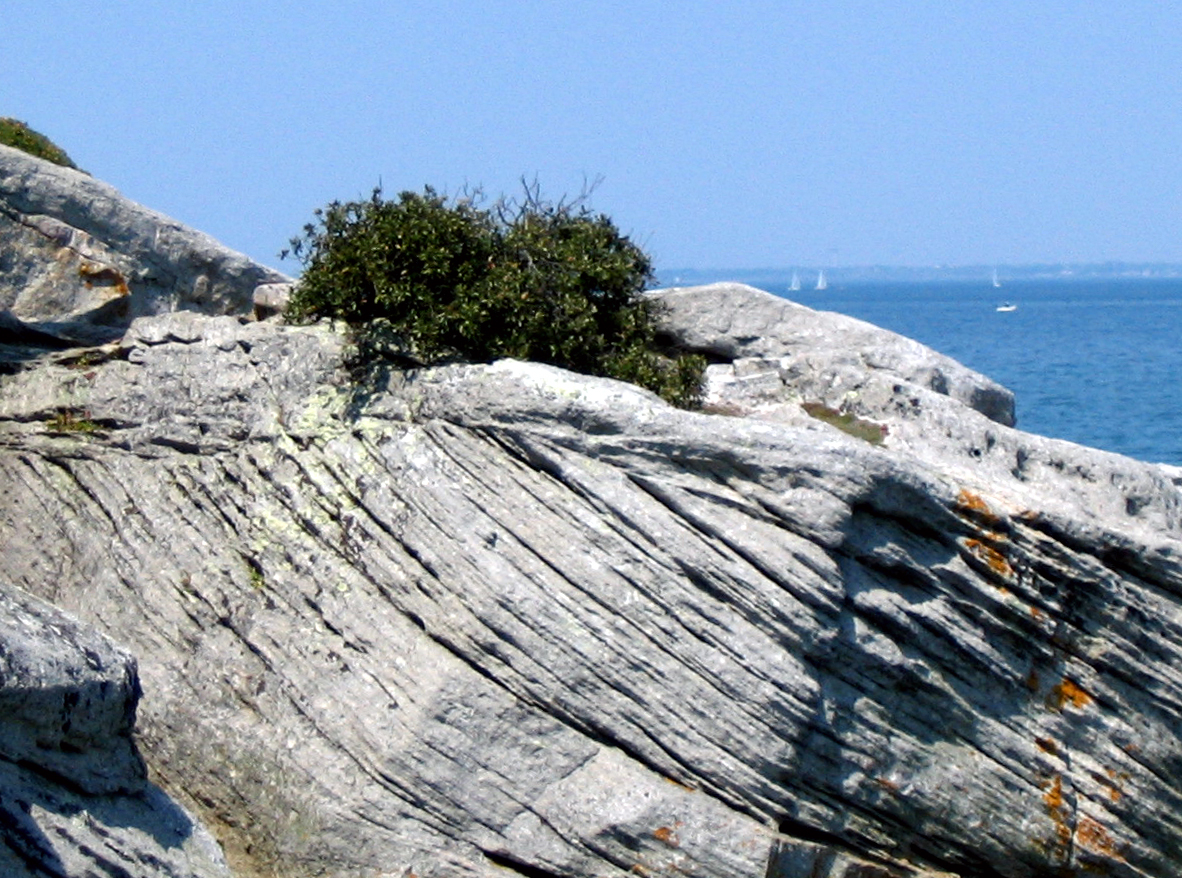
Dépôts de l'ancien fleuve Yprésis au débarcadère de l'île de Noirmoutier.
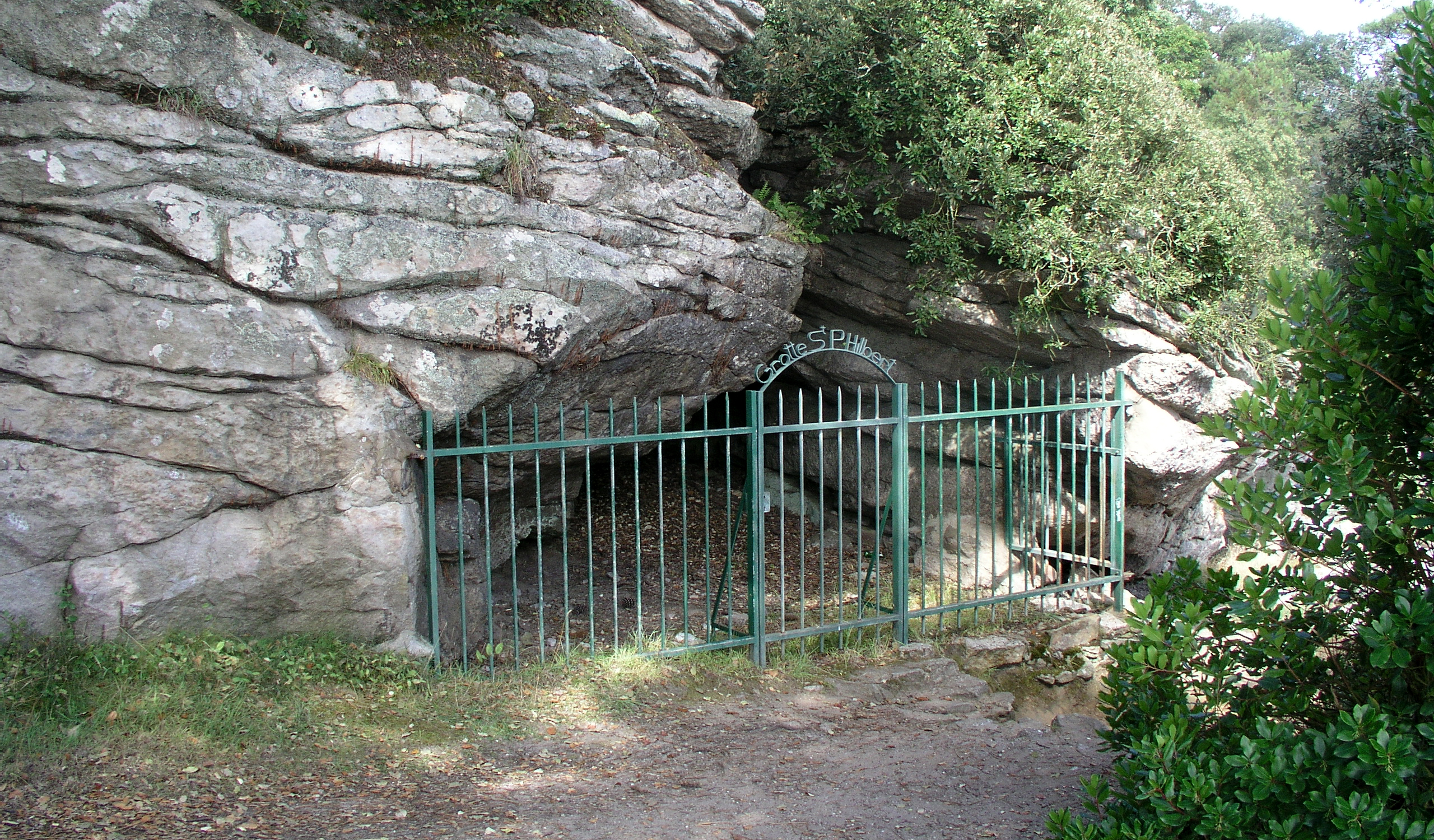
La grotte Saint-Philbert dans le bois de la Chaize.

### Actions culturelles
De nombreuses actions culturelles ont lieu sur l'île comme la fête de la bonnotte, les Régates du Bois de la Chaize et le Festival 7e Art et Sciences.
Andor Nehmet (1891-1953), écrivain, poète, critique et biographe de Franz Kafka, résida de façon contrainte pendant les années de guerre (1914-1918) sur l'île.

### Films tournés à Noirmoutier
- 1956 : La Foire aux femmes de Jean Stelli (tourné au passage du Gois)
- 1962 : Maléfices de Henri Decoin
- 1965 : Les Créatures d'Agnès Varda
- 1972 : César et Rosalie de Claude Sautet
- 1974 : Lancelot du lac de Robert Bresson[41]
- 1983 : Garçon ! de Claude Sautet[42]
- 2008 : Les Plages d'Agnès d'Agnès Varda
- 2014 : Les Vacances du Petit Nicolas de Laurent Tirard[43]
- 2015 : Boomerang de François Favrat, d'après un roman de Tatiana de Rosnay[44]
- 2016 : Les Fantômes d'Ismaël d'Arnaud Desplechin[45]
- 2022: La Passagère, d'Héloïse Pelloquet
- 2023 : La Famille Hennedrick de Laurence Arné[46]

### Peintres de Noirmoutier
On trouve le thème de Noirmoutier dans les peintures paysagistes de Michèle Battut, Camille Bernier, Bernard Conte, Roland Lefranc, Marie-Françoise de L'Espinay, Jean Rigaud, Auguste Renoir.

### Bande dessinée
- 1958 : La Voiture immergée, de Maurice Tillieux (scénario et dessin)
- 1988 : Les Passagers du vent, volume 2 Le Ponton, de François Bourgeon (pages 41 à 45)
- 2008 : Suspense à Noirmoutier, de Francine (scénario) et Jean Graton (dessin)
- 2013 : Crève saucisse, de Pascal Rabaté (scénario), Simon Hureau (dessin), Futuropolis (maison d'édition)
- 2022 : Une Aventure De Jacques Gipar - Le Trésor de Noirmoutier, de Thierry Dubois (scénario) et Jean-Luc Delvaux (dessin)

### Littérature
- 1913 : Le Peuple de la mer, de Marc Elder, Prix Goncourt en 1913
- 1941 : La Foire aux femmes, de Gilbert Dupé, Éd. Denoël
- 2007 : Mamie a eu quinze ans, d'Alice Donna, Ed. Anne Carrière
- 2009 : Boomerang, Tatiana de rosnay, Ed. Héloïse d'Ormesson
- 2013 : The Line of His People, C.J. Adrien, Ed. Creativia
- 2015 : Arrivée imprévue, Philippe Gourdin, roman, Ed. de l'Officine
- 2019 : Déroute à Noirmout, Philippe Gourdin, roman policier jeunesse, Ed. A&H
- La Chanson interprétée par Les Frères Jacques La Marie Joseph nomme l'Ile de Noirmoutier comme cadre.